# Джонатан Хав'єр Камачо Р'єра
Джонатан Хав'єр Камачо Р'єра (3 жовтня 1985) — венесуельський плавець.
Учасник Олімпійських Ігор 2008 року.